# Praia dos Trinta Reis
Praia dos Trinta Reis ao cair da noite.

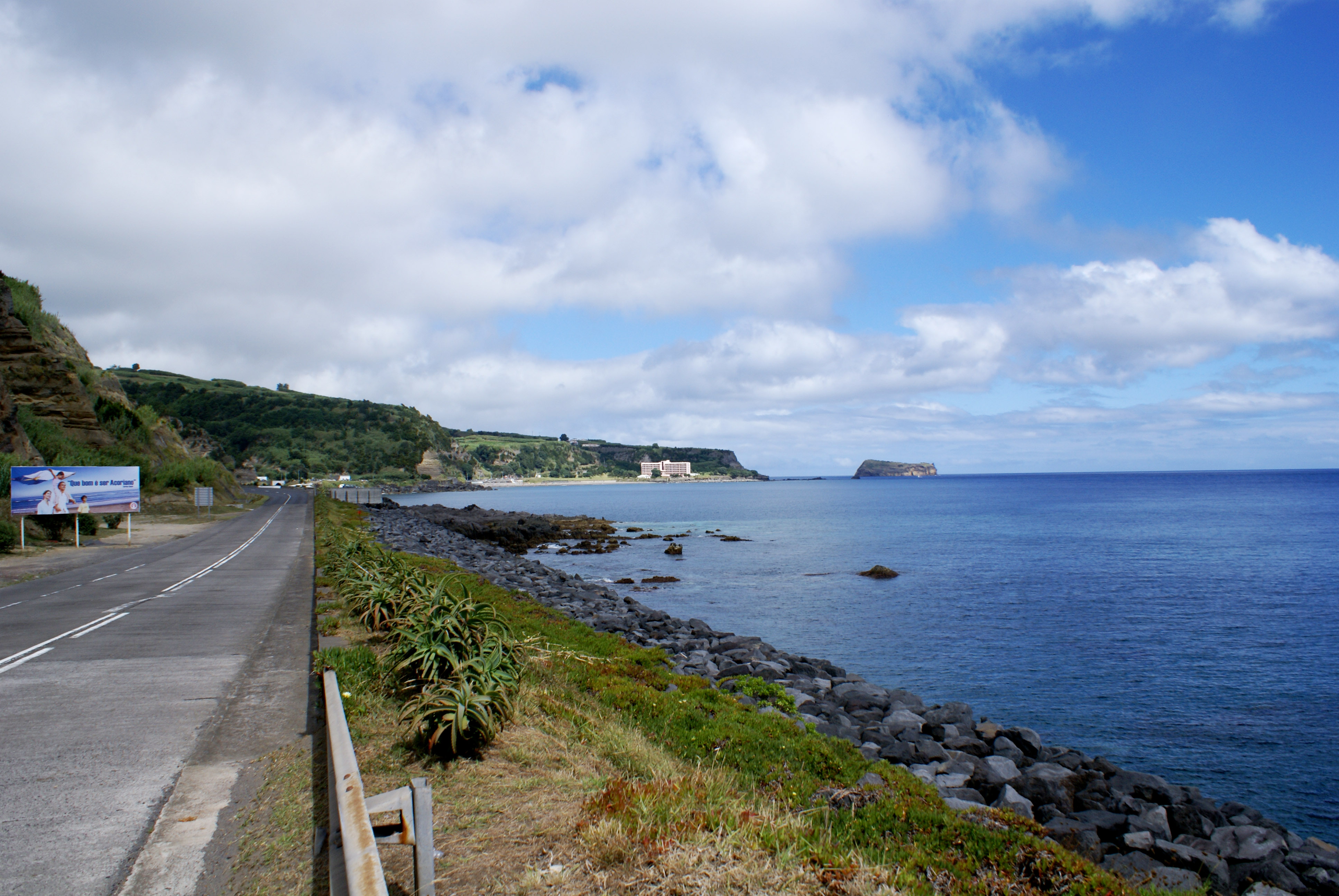
Praia dos Trinta Reis com o ilhéu de Vila Franca do Campo ao fundo.

A Praia dos Trinta Reis é uma praia portuguesa localizada na freguesia açoriana de Água de Alto, município de Vila Franca do Campo, ilha de São Miguel.
Esta praia da costa sul, tal como a Praia de Água de Alto que se encontra próxima encontra-se aninhada por um quadro paisagístico muito curioso, dividindo-se entre a montanha e o mar. Dá forma a uma ampla baía com um igualmente amplo areal onde a água do mar é límpida e pura.
Esta praia é vigiada e tem um bom caminho de acesso com estacionamento próprio, bar, instalações sanitárias com duches, acesso a deficientes, embarcações motorizadas. Numa das suas extremidades foi construído um hotel, o Bahía Palace Hotel & Resort.